# Station De Vink
Station De Vink is een spoorweghalte in Nederland, gelegen nabij de vroegere uitspanning/speeltuin/hotel De Vink en de vroegere buurtschap De Vink (inmiddels vastgebouwd aan Leiden) aan het traject Leiden - Den Haag. Het station ligt tussen de Leidse nieuwbouwwijk Stevenshof en de Voorschotense wijk Noord-Hofland, op bijna 3 kilometer afstand van station Leiden Centraal en 2 kilometer afstand van station Voorschoten. Het station ligt op een gemeentegrens: de sporen richting Den Haag liggen op het grondgebied van de gemeente Leiden, die naar Leiden in de gemeente Voorschoten.

## Geschiedenis
De halte werd het eerst geopend in 1906 en weer gesloten op 15 mei 1928. De huidige halte, iets zuidelijker gelegen dan de oorspronkelijke halte, werd geopend op 31 mei 1985 onder de naam Leiden De Vink. Korte tijd later verviel Leiden. Het station lag destijds op de gemeentegrens van Leiden en Voorschoten, die ter plekke gevormd werd door de spoorweg. De twee perrons waaruit het station toen bestond lagen in verschillende gemeenten. Ook na de spoorverdubbeling is die situatie blijven bestaan: wie richting Den Haag reist stapt in Leiden op de trein, wie richting Leiden Centraal reist stapt in Voorschoten op de trein. 
Sinds de spoorverdubbeling tussen Leiden en Den Haag in 1995 heeft station De Vink twee eilandperrons, met in totaal vier sporen. Vanwege deze uitbreiding werd een nieuw gebouw geplaatst.
De Vink heeft geen loketten meer. Reizigers kunnen een treinkaartje kopen bij kaartautomaten en informatie krijgen bij een informatiezuil.

## Treinen
Het station wordt in de dienstregeling 2025 door de volgende treinseries bediend:
| Serie | Treinsoort    | Route | Bijzonderheden                                                                        |
| ----- | ------------- | --- | ------------------------------------------------------------------------------------- |
| 4300  | Sprinter (NS) | Den Haag Centraal – De Vink – Leiden Centraal – Schiphol Airport – Amsterdam Zuid – Weesp – Almere Centrum – Almere Buiten – Almere Oostvaarders – Lelystad Centrum |                                                                                       |
| 6300  | Sprinter (NS) | (Den Haag Centraal – De Vink – ) Leiden Centraal – Heemstede-Aerdenhout – Haarlem                                                                                   | Rijdt na 20:00 uur en op vrijdag en in het weekend tussen Leiden Centraal en Haarlem. |

## Buslijnen
De volgende buslijnen van Qbuzz stoppen op station De Vink:
| Lijn | Bestemming               | Via                                                        |
| ---- | ------------------------ | ---------------------------------------------------------- |
| 1    | Leiderdorp, Leyhof       | Leiden CS, Station Leiden Lammenschans                     |
| 2    | Leiderdorp, Oranjewijk   | Leiden CS, Station Leiden Lammenschans, Alrijne Ziekenhuis |
| 4    | Leiden, Merenwijk        | Zuid-West, Station Leiden Lammenschans, Leiden CS          |
| 14   | Leiden, Centraal Station | Zuid-West                                                  |

## Afbeeldingen

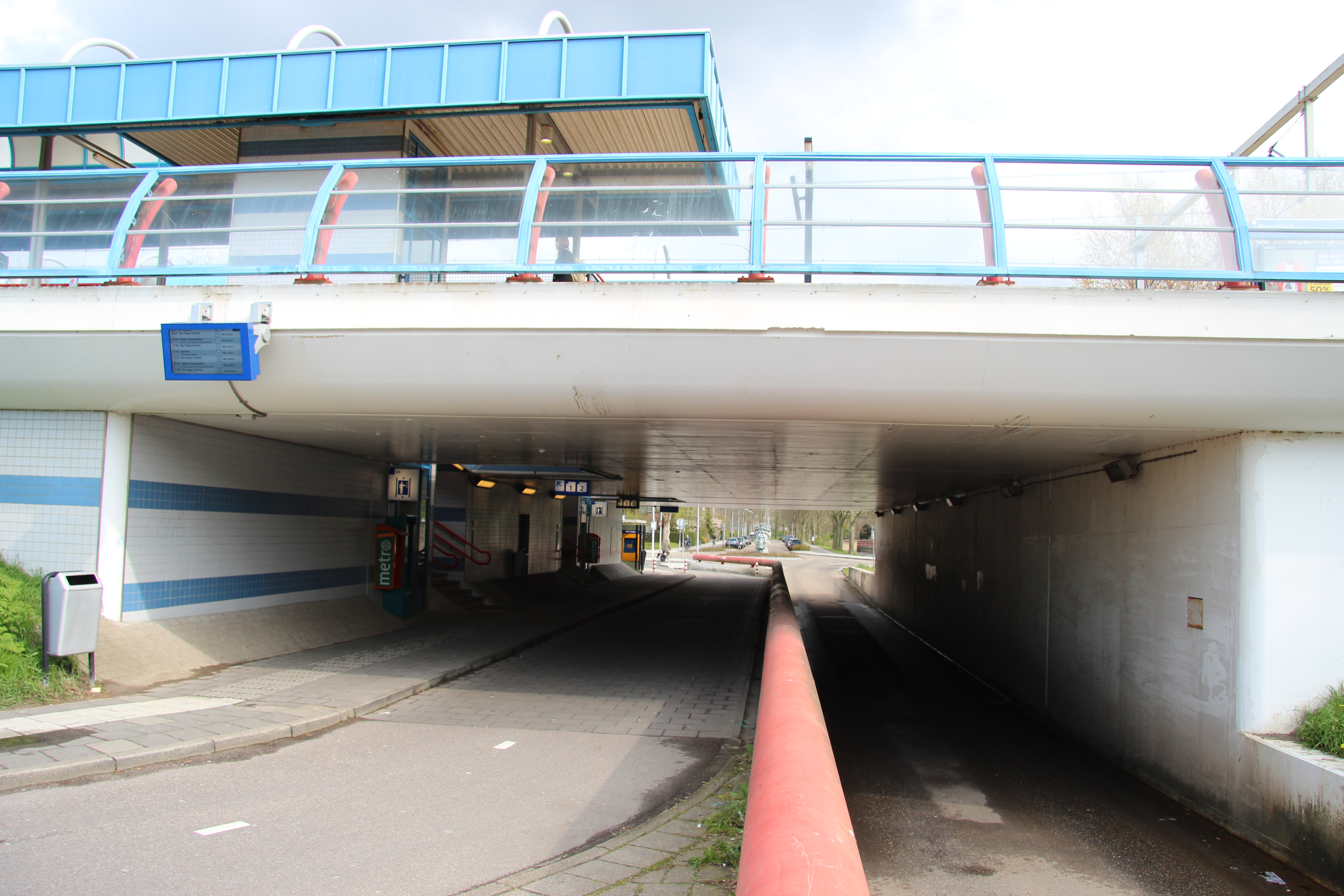
Voetgangerstunnel onder Station De Vink
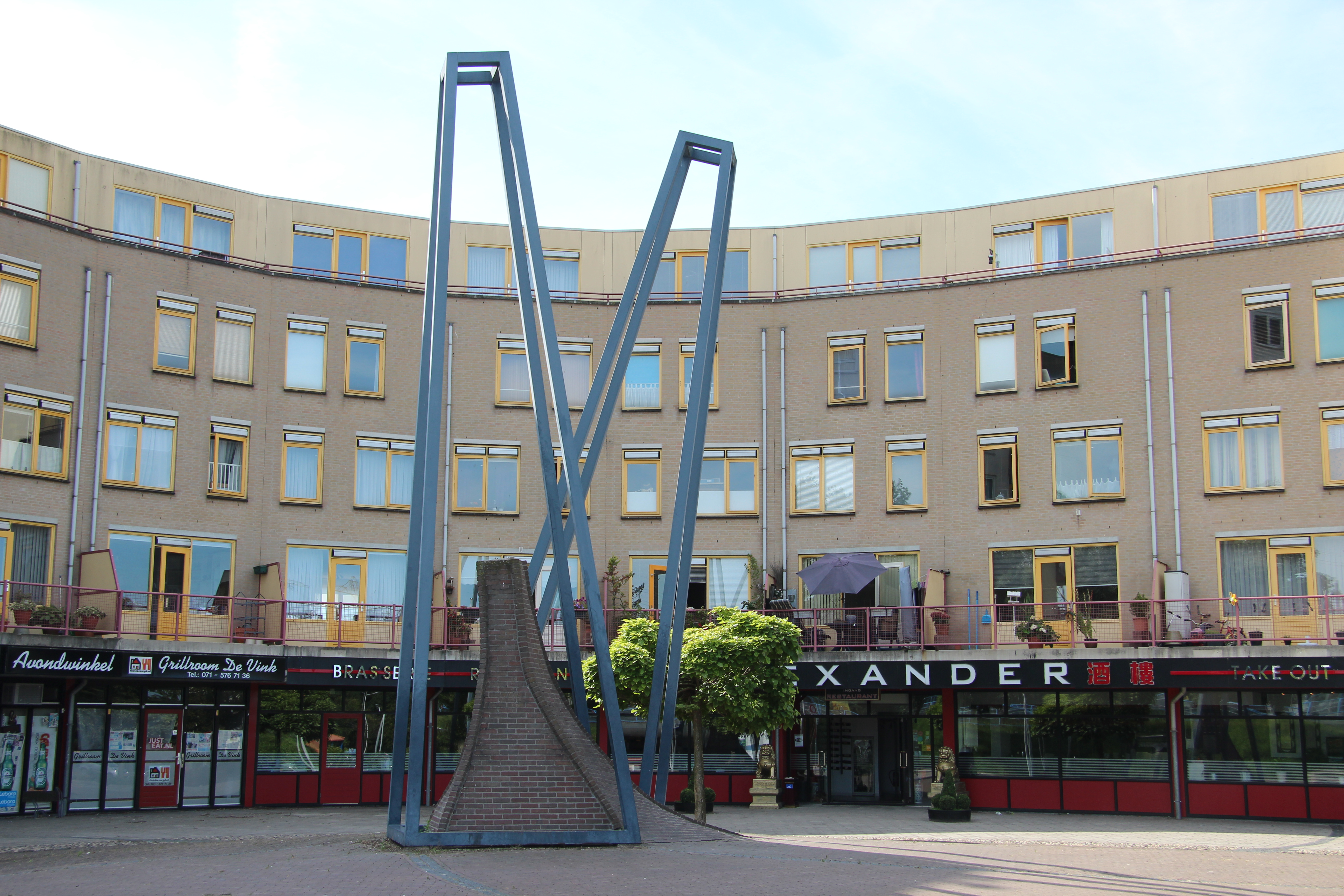
Monument voor Joke Smit bij Station De Vink (Cune van Groeningen)
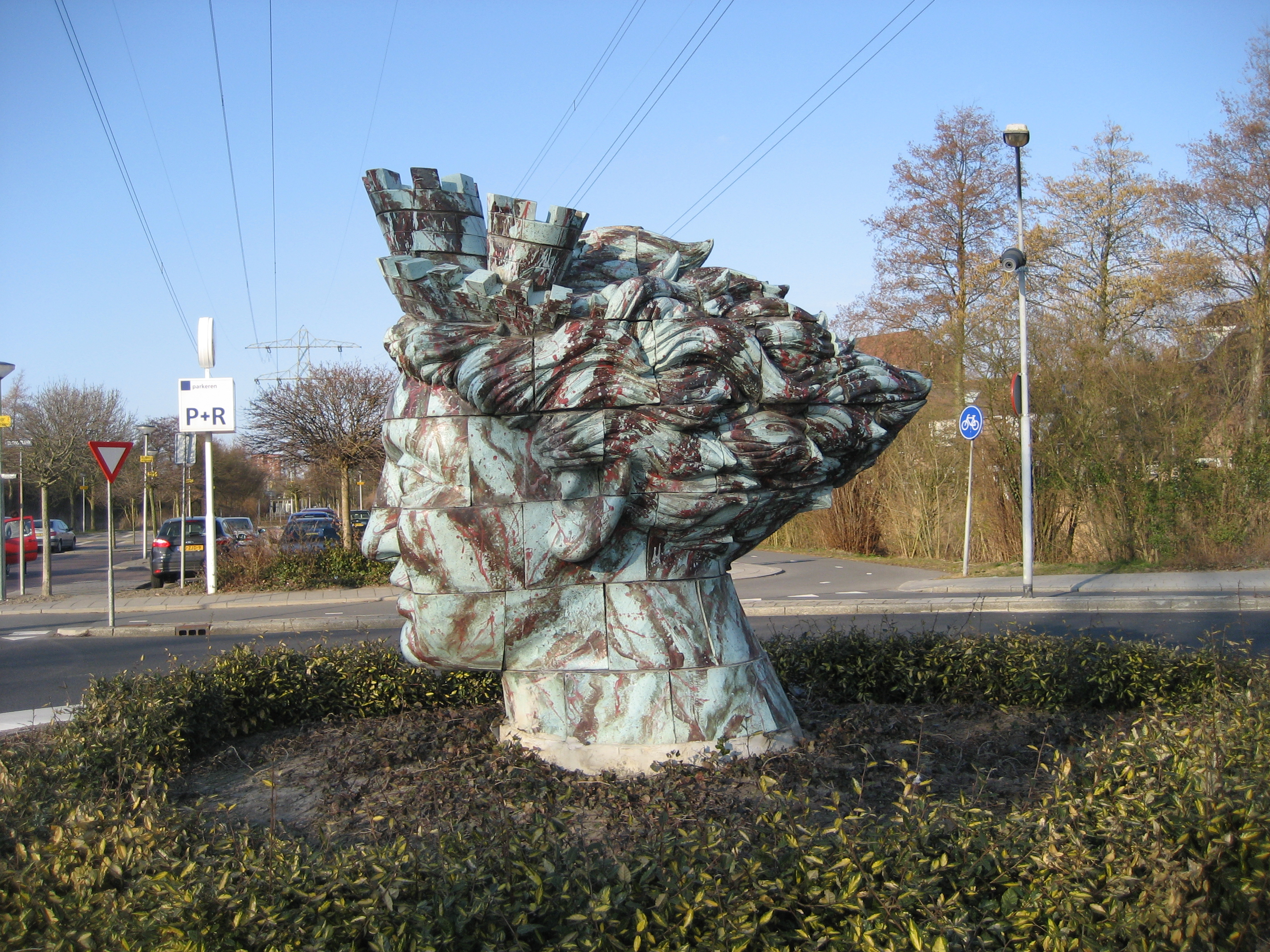
Beeld van de godin Sibylle door Hans van Bentem bij Station De Vink
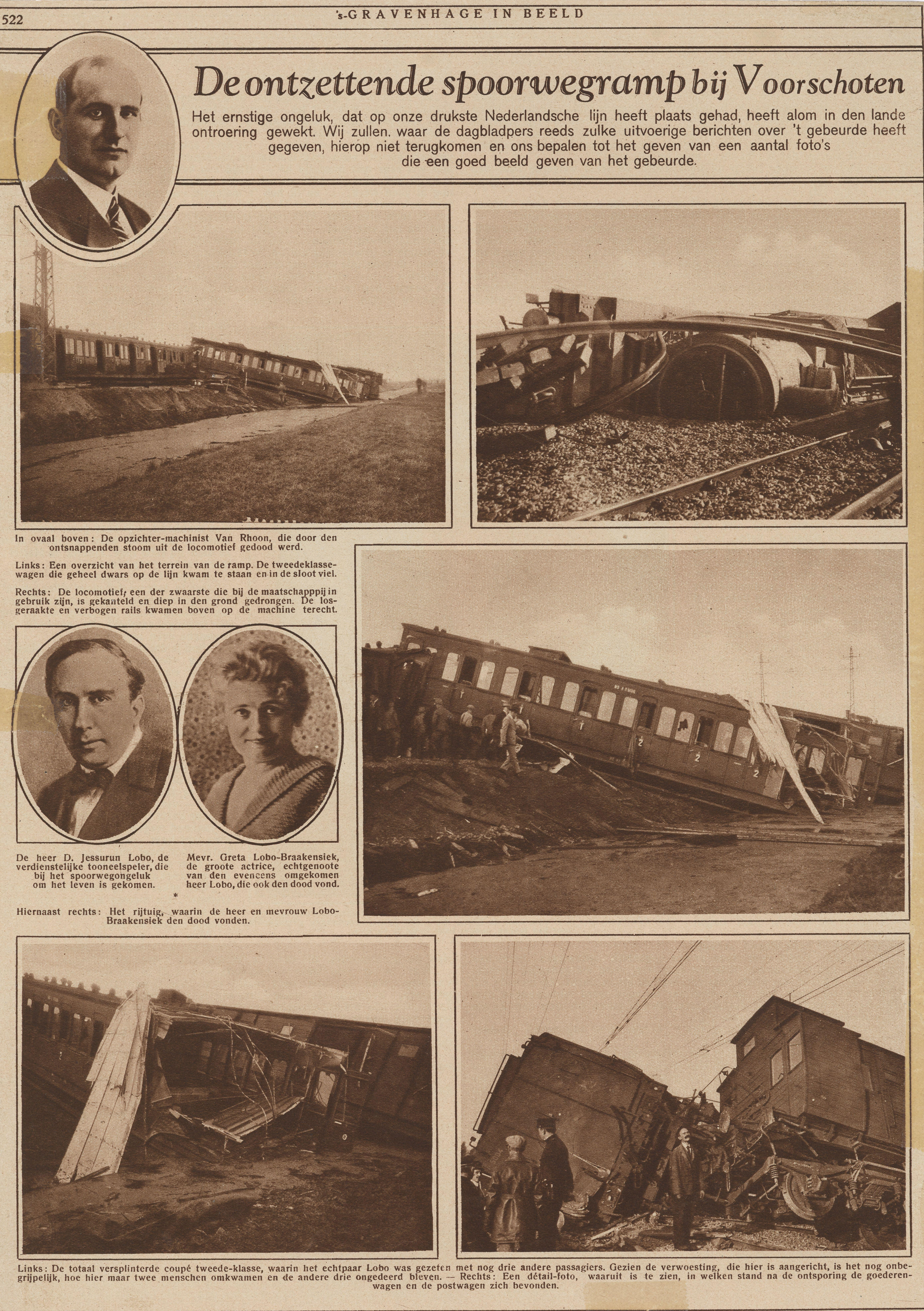
Krantenknipsel treinramp 9 september 1926
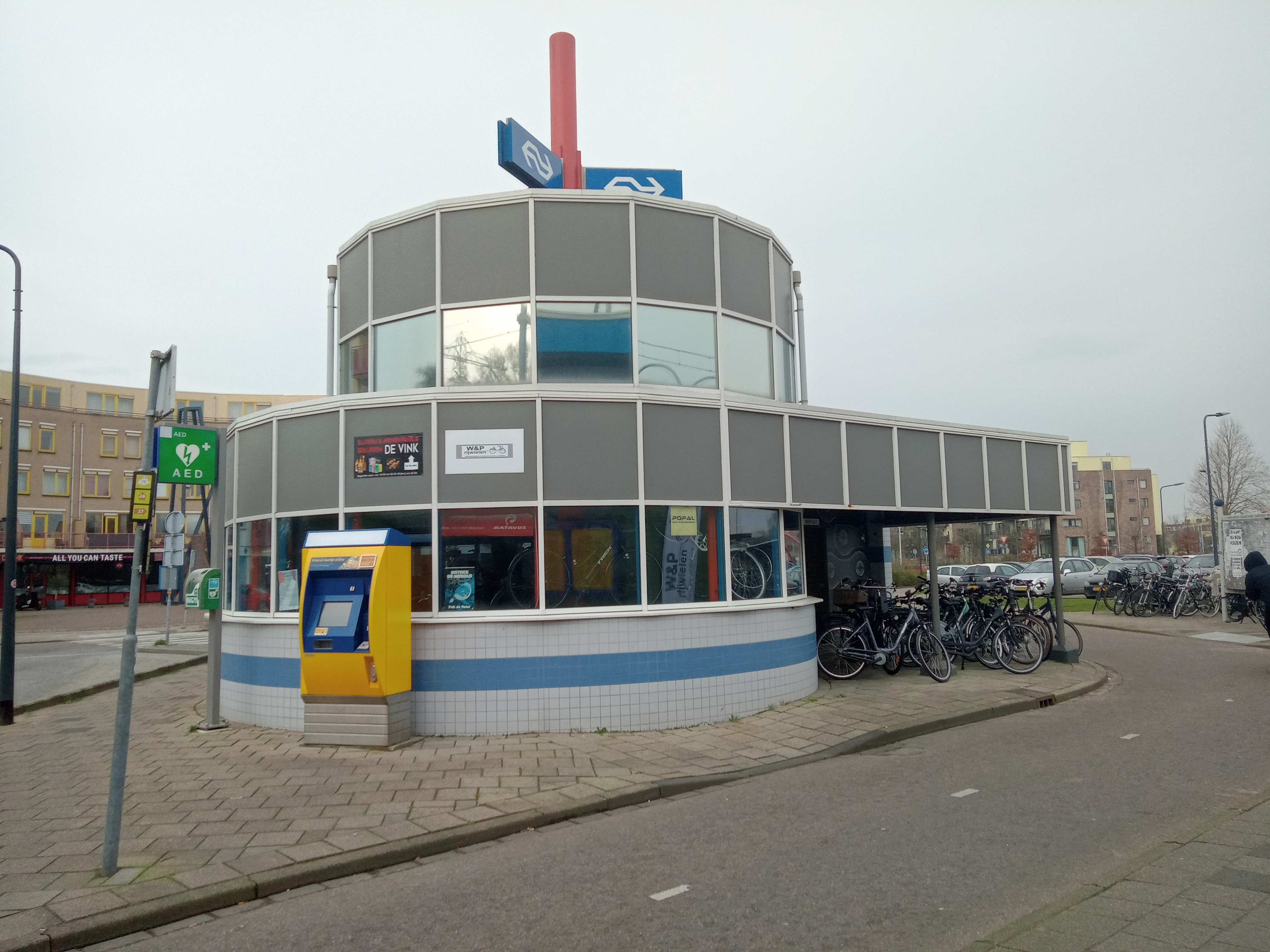
Gebouwtje bij het Station
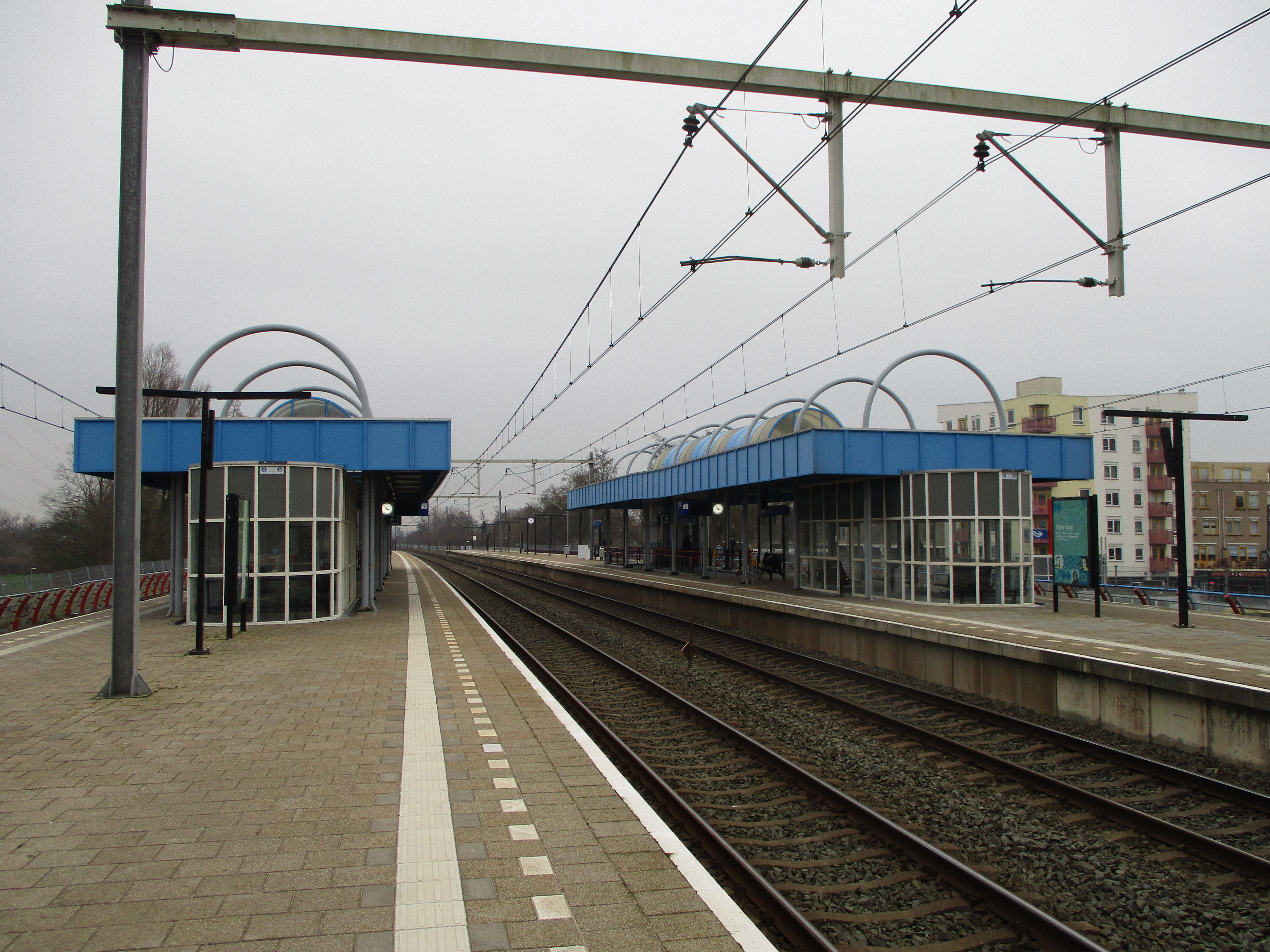
De perrons
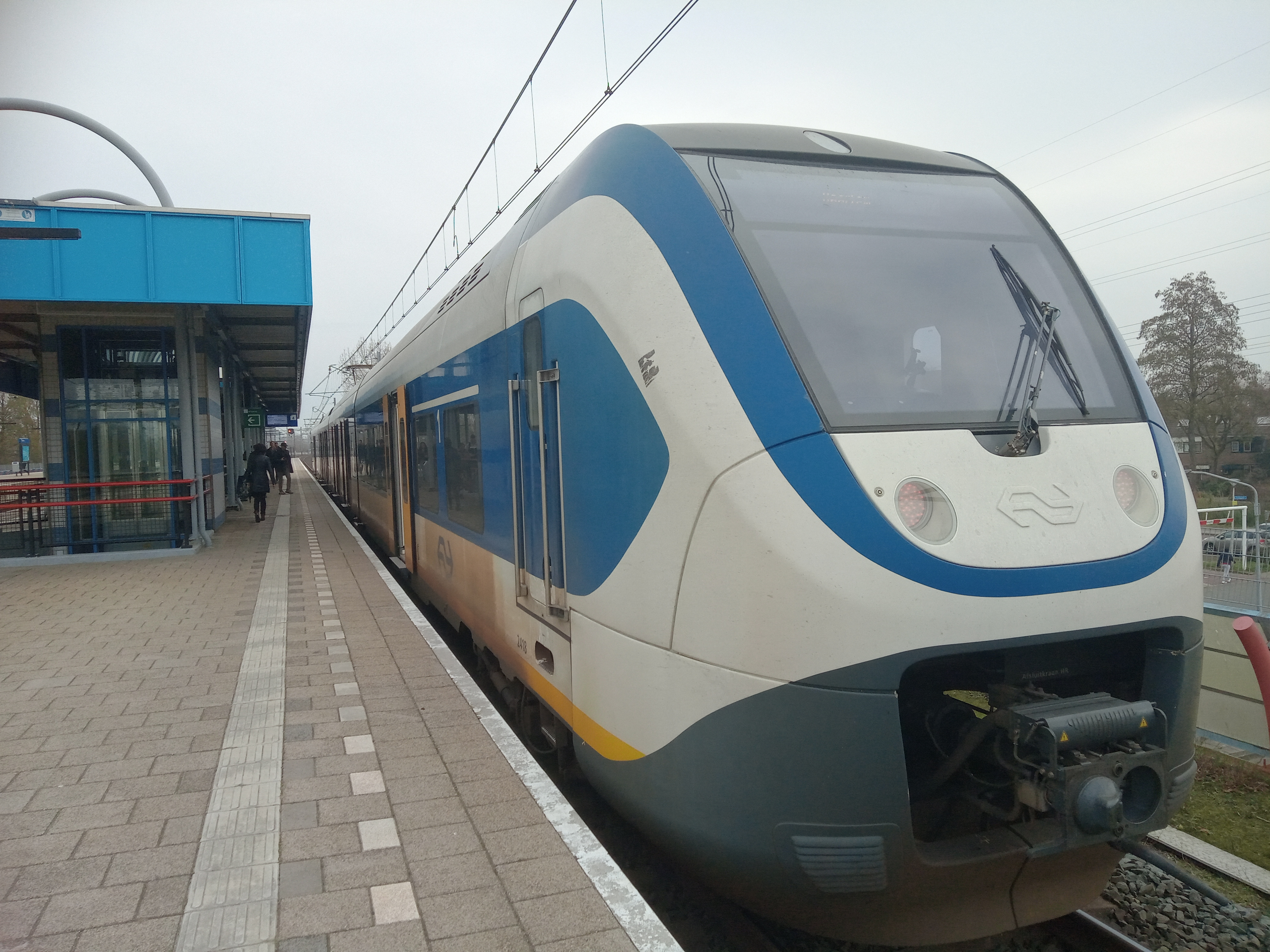
Sprinter richting Haarlem op spoor 4
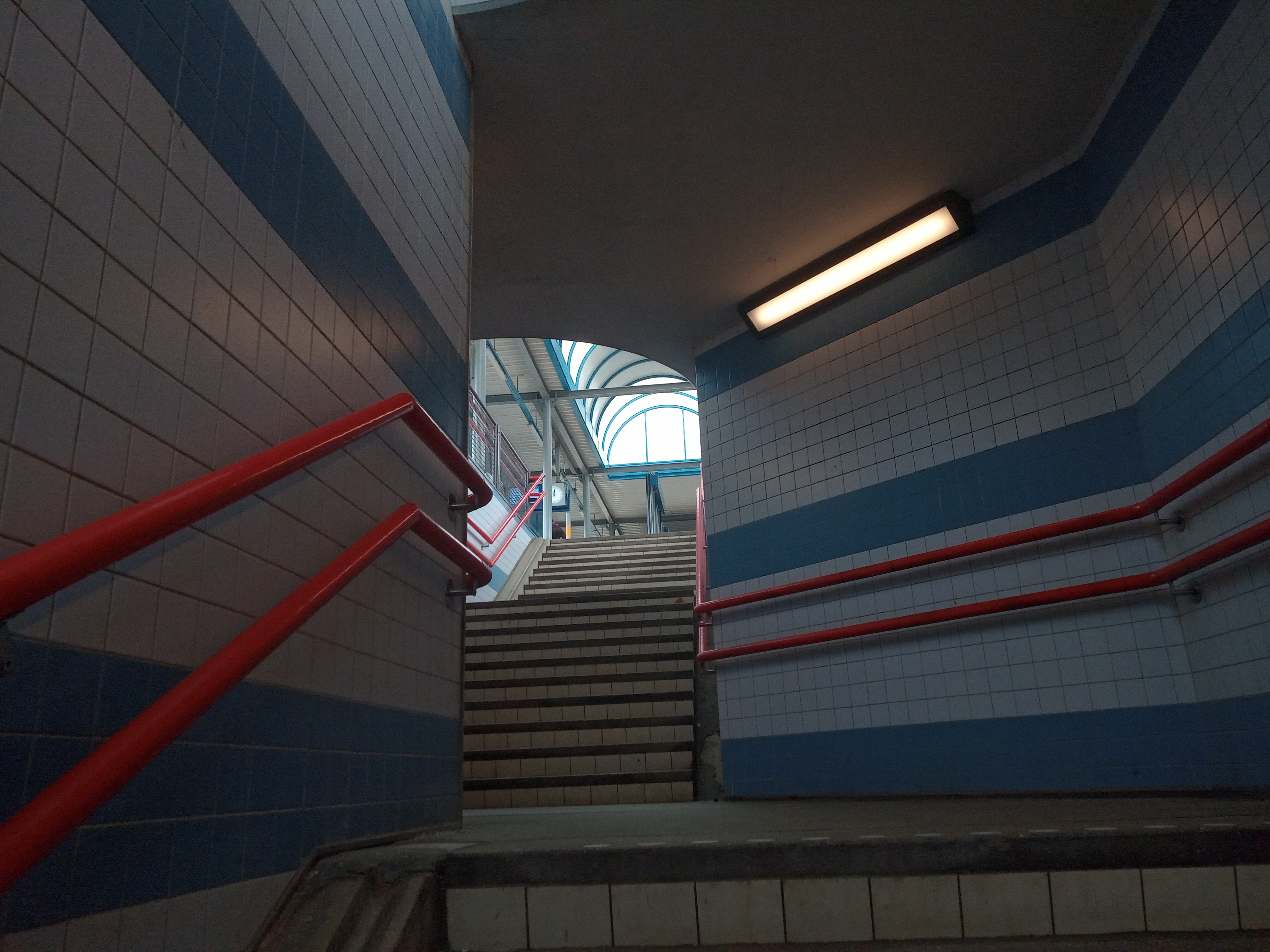
De trap naar het perron voor spoor 1 en 2
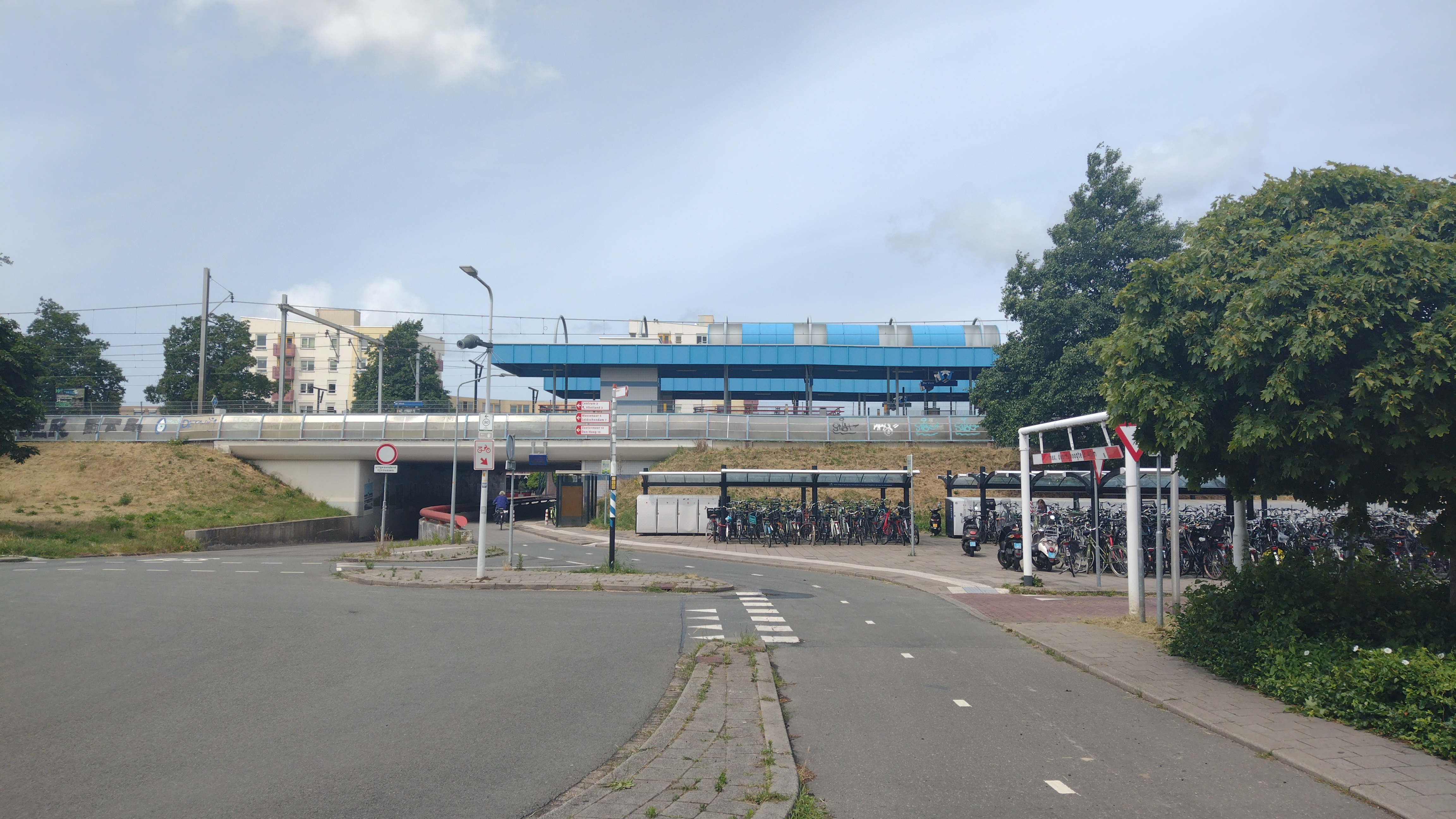
Het station gezien vanuit Voorschoten
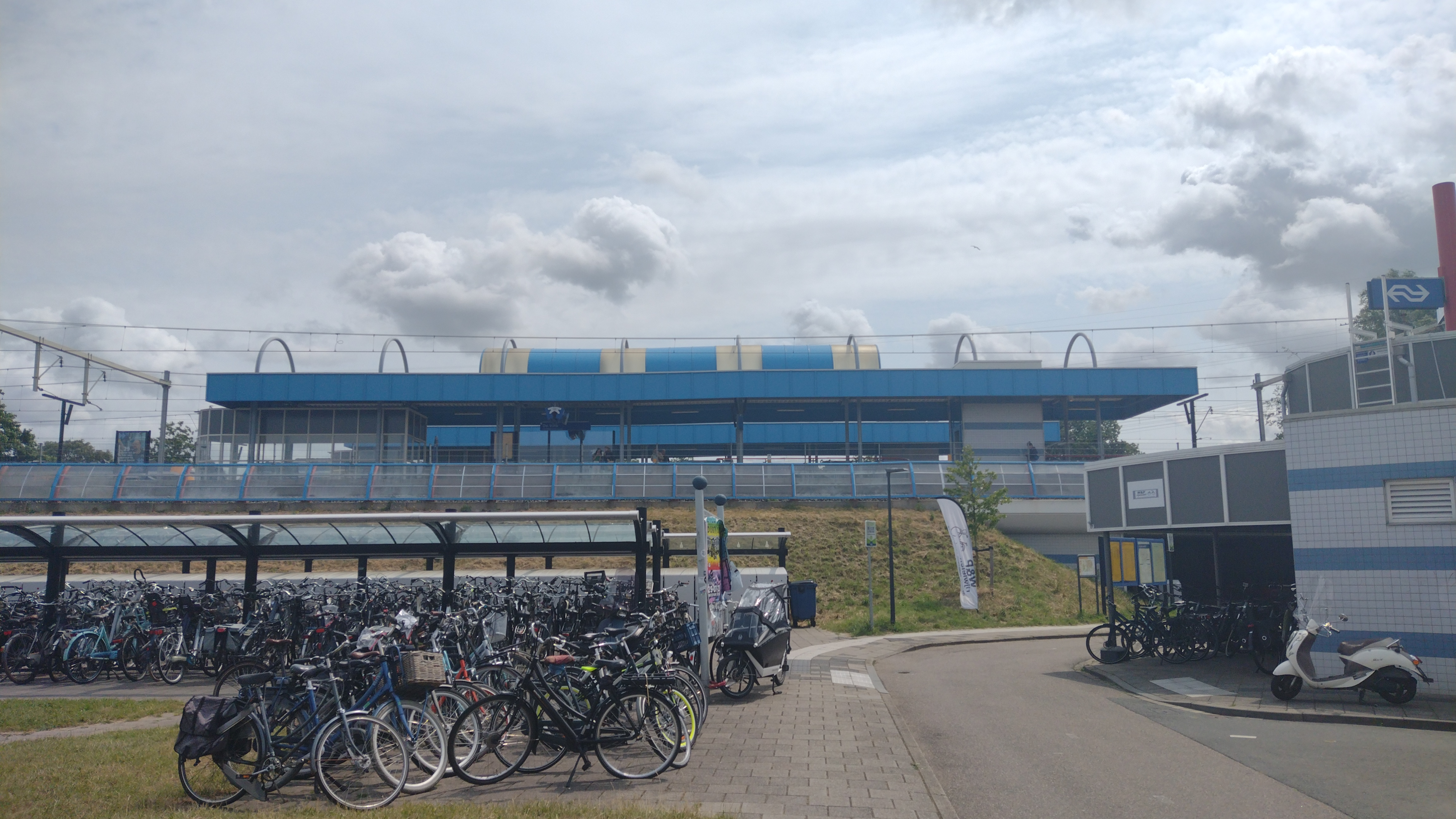
Het station gezien vanuit Leiden

## Ontwikkeling aantal reizigers
Het aantal door NS vervoerde reizigers (per gemiddelde werkdag) ontwikkelde zich sedert 2019 als volgt:
| Jaar | Aantal reizigers |
| ---- | ---------------- |
| 2019 | 3.408            |
| 2020 | 1.454            |
| 2021 | 1.483            |
| 2022 | 2.188            |
| 2023 | 2.603            |
| 2024 | 2.811            |

−1: Amsterdam Centraal ·
−1: Amsterdam Westerdok ·
0: Amsterdam Willemspoort ·
0: Amsterdam d'Eenhonderd Roe ·
3: Amsterdam Sloterdijk ·
9: Halfweg-Zwanenburg ·
14: Haarlem Spaarnwoude
17: Haarlem ·
21: Heemstede-Aerdenhout ·
25: Vogelenzang ·
28: Hillegom ·
30: Veenenburg ·
32: Lisse ·
36: Piet Gijzenbrug ·
38: Voorhout ·
41: Postbrug ·
42: Warmond ·
46: Leiden Centraal ·
48: De Vink ·
51: Voorschoten ·
54: Statistiek ·
57: Den Haag Mariahoeve ·
59: Den Haag Laan van NOI ·
61: Den Haag HS ·
63: Den Haag Moerwijk ·
65: Rijswijk ·
69: Delft ·
71: Delft Campus ·
77: Kethel ·
80: Schiedam Centrum ·
82: Beukelsdijk ·
84: Rotterdam Delftse Poort ·
84: Rotterdam Centraal
Alphen a/d Rijn ·
Arkel · 
Barendrecht · 
Bodegraven · 
Boskoop · 
-Snijdelwijk · 
Boven Hardinxveld · 
Capelle Schollevaar · 
De Vink · 
Delft · 
-Campus · 
Den Haag:
-Centraal · 
-HS ·
-Laan van NOI · 
-Mariahoeve · 
-Moerwijk · 
-Ypenburg · 
Dordrecht · 
-Stadspolders ·
-Zuid ·
Gorinchem · 
Gouda · 
-Goverwelle · 
Hardinxveld:
-Blauwe Zoom · 
-Giessendam · 
Hillegom · 
Lansingerland-Zoetermeer · 
Leiden:
-Centraal · 
-Lammenschans · 
Nieuwerkerk a/d IJssel · 
Rijswijk · 
Rotterdam:
-Alexander · 
-Blaak · 
-Centraal · 
-Lombardijen · 
-Noord · 
-Stadion · 
-Zuid · 
Sassenheim · 
Schiedam Centrum · 
Sliedrecht · 
-Baanhoek · 
Voorburg · 
Voorhout · 
Voorschoten ·
Waddinxveen · 
-Noord ·
-Triangel ·
Zoetermeer · 
-Oost · 
Zwijndrecht
Geplande stations:
Gorinchem Noord · Hazerswoude-Koudekerk · Schiedam Kethel
Voormalige stations: zie de lijst van voormalige spoorwegstations in Zuid-Holland